# Autobus Documentatie Vereniging
De Autobus Documentatie Vereniging (ADV) is in 1963 opgericht met als doel documentatie te verzamelen over autobussen en busvervoer in Nederland.

## Geschiedenis
De vereniging is in 1963 opgericht door hobbyisten in navolging van railvariant Nederlandse Vereniging van Belangstellenden in het Spoor- en tramwegwezen
(NVBS). Hoofddoel van de vereniging is het verzamelen van alle documentatie die betrekking heeft op bussen. De ADV  verzamelt informatie over openbaar vervoer-  en toerbedrijven. De meeste informatie betreft gegevens uit Nederland maar er zijn, hoewel gering, ook gegevens uit het buitenland bijeengebracht. De ADV heeft onder andere een lijst met wagengegevens van bijna alle bussen die ooit in Nederland gereden hebben. De gegevens uit deze lijst zijn in 2011 door het Centraal Bureau voor de Statistiek (CBS) gebruikt.
Anno 2014 heeft de vereniging ongeveer 550 leden. Het verenigingswerk wordt gedaan door vrijwilligers. Alleen het drukken van het verenigingsblad is uitbesteed. Ook het archief en de website worden door vrijwilligers beheerd.

## Verenigingsblad
Het verenigingblad van de ADV heet Autobuskroniek. Dit blad wordt toegezonden aan leden. Het blad begon in 1961 als bijlage van het maandblad Openbaar Vervoer. Daardoor bestaat het blad langer dan de vereniging die na de oprichting in 1963 de uitgave overnam.